# Paul Kirchhof
Paul Kirchhof (Osnabrück, 21 de fevereiro de 1943) é um jurista alemão, professor emérito de Direito Constitucional, Financeiro e Tributário da Universidade de Heidelberg, Alemanha, e ex-diretor do Instituto de Direito Financeiro e Tributário da mesma Universidade. 
Entre 1987 e 1999 foi Juiz do Tribunal Constitucional Federal da Alemanha.

## Vida pessoal
Paul Kirchhof é especializado nas áreas do direito do Estado, direito constitucional, direito tributário e direito da União Europeia. 
Já recebeu dezenas de prêmios e honrarias, entre elas a Bundesverdienstkreuz, o título de doutor honoris causa pela Universidade de Osnabrück e pela Universidade Ucraniana Livre em Munique. Por sua profunda contribuição ao desenvolvimento da língua alemã e do alemão na esfera jurídica, Kirchhof recebeu, em 2005, o Prêmio Jacob-Grimm, uma das mais importantes honrarias literárias alemãs. 
Entre os anos de 2001 a 2014 foi acadêmico da Pontifícia Academia de Ciências Sociais. 
De 2001 a 2007 foi Presidente da Sociedade Alemã de Juristas do Direito Tributário (Die Deutsche Steuerjuristische Gesellschaft - DStJG).  De 2013 a 2015 foi Presidente da Academia de CIências de Heidelberg (Heidelberger Akademie der Wissenschaft).
Seu pai foi juiz no Tribunal de Justiça Federal da Alemanha. Atualmente, seu irmão, Ferdinand Kirchhof, é vice-presidente do Tribunal Constitucional Federal da Alemanha. Paul Kirchhof é casado e tem quatro filhos.

## Formação acadêmica
Paul Kirchhof frequentou escolas nas cidades de Osnabrück e, posteriormente, em Karlsruhe, onde seu pai era juiz no Tribunal de Justiça Federal da Alemanha. Após a formação em ciências jurídicas nas Universidade de Freiburg e Munique , obteve o doutorado na Universidade de Munique sobre o artigo 33 da  Lei Fundamental da República Federal da Alemanha, com apenas 25 anos de idade. Seguiu-se ao doutoramento a habilitação na Universidade de Heidelberg, sobre a atuação indireta da administração pública.    
Entre 1975 e 1981 foi professor catedrático na Universidade de Münster, tendo sido pró-reitor entre 1976 e 1978. Em 1981 recebe o chamado para a cátedra na Universidade de Heidelberg, onde permaneceu como diretor do Instituto de Direito Financeiro e Tributário.
Em 2013, ao completar 70 anos, é realizada a sua Aula de Despedida (Abschiedsvorlesung), com o tema Pesquisar é ter esperança - Forschen heißt hoffen.

## Produção acadêmica
Com mais de 4 centenas de publicações , entre livros, artigos, críticas, comentários e compilações, é um dos mais importantes juristas alemães da atualidade. Juntamente com Josef Isensee, é organizador do Manual de Direito do Estado (Handbuch des Staatsrechts), em dez volumes, publicado pela editora C.F. Müller, de Heidelberg. Com Hartmut Söhn e Rudolf Mellinghof, organiza os Comentários à Lei do Imposto de Renda (Einkommensteuergesetz) em 18 volumes. 
Em 2003, publicou um projeto de Reforma do Imposto sobre a Renda, baseado em modelos de simplificação fiscal. Em 2008, publicou outro projeto de reforma, desta vez sobre o imposto de consumo. 
Em homenagem aos seus setenta anos, foi publicado um Festschrift, com a participação de mais de uma centena de professores alemães e estrangeiros.. No livro, colegas, amigos e demais cientistas do direito e de áreas afins, contribuíram com artigos sobre temas como liberdade, democracia, políticas públicas, administração, bem como temas financeiros e tributários.
Além da produção acadêmica, Paul Kirchhof se dedica a livros de divulgação e crítica política e social, dentre eles destacam-se: Das Mass der Gerechtigkeit (A Medida da Justiça) Das Gesetz der Hydra (A Lei da Hidra), Deutschland im Schuldensog (Alemanha endividada) e Der Sanfte Verlust der Freiheit (A suave perda da liberdade).

## Projeto de Código Tributário Federal
Em 2011, Paul Kirchhof publicou seu projeto de Código Tributário Federal - Um projeto de reforma para a renovação do direito tributário (Bundessteuergesetzbuch - Ein Reformentwurf zur Erneuerung des Steuerrechts, Heidelberg, C.F. Müller, 1286 páginas) propondo uma simplificação radical do sistema constitucional tributário alemão. No denominado "Modelo Kirchhof", os mais de oitenta mil artigos de legislação tributária atualmente existentes na Alemanha seriam substituídos por apenas 146 dispositivos legais.
Todos os privilégios e exceções contidas nas leis deveriam ser revogados, aplicando-se igualmente a todos os contribuintes apenas 4 espécies de impostos:imposto sobre a renda, sobre a herança, sobre o consumo e sobre a circulação de mercadorias.

## Decisões relevantes

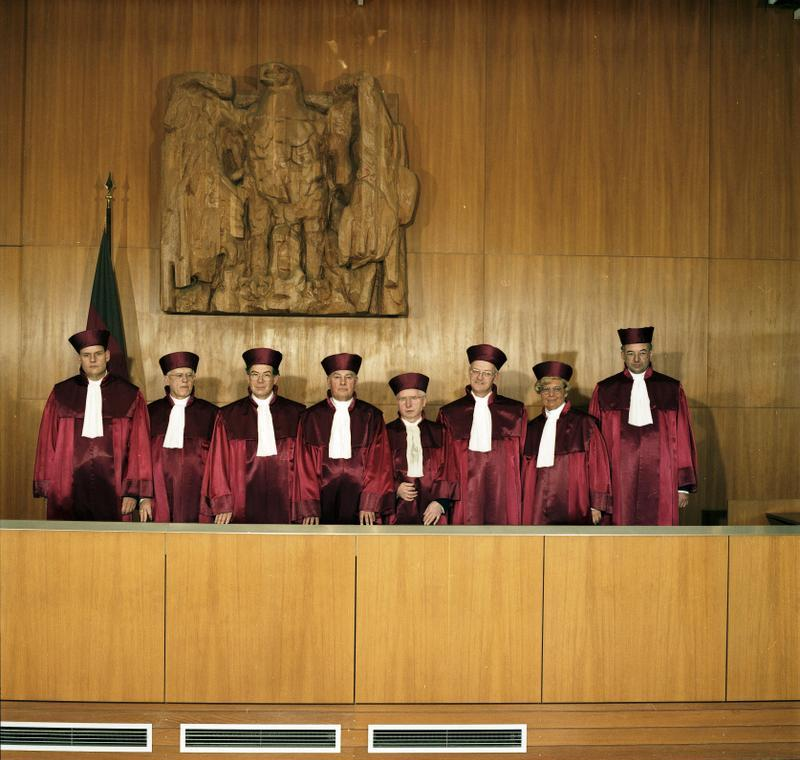
Segundo Senado do Tribunal Constitucional Federal da Alemanha. Paul Kirchhof à direita (1989)

Durante seu período no Tribunal Constitucional Federal da Alemanha, Paul Kirchhof foi responsável por decisões importantes: 
- Kinderexistenzminimum I (E 99, 246)[13], Kinderexistenzminimum II (E 99, 268)[14], Kinderexistenzminimum III (E 99, 273)[15] - a decisão versa sobre a tributação do mínimo existencial das crianças e famílias.
- Familienlastenausgleich II (E 99, 216)[16] - compensação das despesas familiares em relação à tributação.
- Verfassungswidrigkeit von konfiskatorischen Abgaben, insbesondere Vermögensteuer (E 93, 121)[17] - proibição de tributos confiscatórios, em especial com relação ao imposto sobre o patrimônio.
- Zinsbesteuerung (E 84, 239) - tributação de juros e dividendos
- Maastricht-Urteil (E 89, 155)[18] - decisão sobre a implementação da União Europeia após o Tratado de Maastricht.
- Euro-Entscheidung (E 97, 350)[19] - decisão sobre a constitucionalidade de introdução do Euro na Alemanha.

## Publicações (parcial)
- Recht lässt Hoffen, C.H. Beck, Munique, 2013
- Deutschland im Schuldensog: Der Weg vom Bürgen zurück zum Bürger, C.H. Beck, Munique, 2012
- Bundessteuergesetzbuch, Ein Reformentwurf zur Erneuerung des Steuerrechts, C.F. Müller, Heidelberg, 2011
- Das Maß der Gerechtigkeit: Bringt unser Land wieder ins Gleichgewicht!, Droemer/Knaur, München 2009
- Das Gesetz der Hydra. Gebt den Bürgern ihren Staat zurück. Droemer Vg., München 2006
- Die Erneuerung des Staates - Eine lösbare Aufgabe, Herder, Freiburg 2006
- Der Weg zu einem neuen Steuerrecht - Klar, verständlich, gerecht, 2005, dtv-Taschenbücher
- Handbuch des Staatsrechts der Bundesrepublik Deutschland. 10 Volumes, C. F. Müller Verlag, Heidelberg
- Einkommensteuergesetz, Großkommentar. 18 Volumes, em colaboração com Hartmut Söhn e Rudolf Mellinghoff.
- Einkommensteuer-Gesetzbuch. C. F. Müller Verlag, Heidelberg, 2005
- Der Staat – eine Erneuerungsaufgabe. Herder 2005
- Der Staat als Garant und Gegner der Freiheit. Schöningh 2004
- Der sanfte Verlust der Freiheit. Carl Hanser Verlag, München 2004
- Besteuerung im Verfassungsstaat, Beiträge zur Ordnungstheorie und Ordnungspolitik. Tübingen, 2000.
- Die Verschiedenheit der Menschen und die Gleichheit vor dem Gesetz. Munique, 1996.